# Joyax
Jouets Joyax est une entreprise française spécialisée dans la fabrication de jouets. Fondée à Marseille en 1946 par Francis Lan, l'entreprise individuelle est active jusqu'en 1977.
La production fut constituée au tout début de jouets en bois, mais fut orientée très rapidement vers les jouets métalliques avec ou sans mécanisme à remontoir (autorails simple et complet en 1950, Porsche en 1959, jaguar et Austin en 1961, etc.). Le choix de Francis Lan se porta toujours sur des produits d'entrée de gamme, bon marché, dont certains restèrent au catalogue jusqu'à la cessation d'activité.
La société créa ses propres modèles mais, afin d'étoffer la gamme et réduire les coûts de conception, racheta à partir des années 1960 certains modèles et leur outillage à d'autres maisons qui avaient décidé de cesser leur fabrication. Parmi les modèles en question, les plus connus furent la motocyclette de la marque Technofix dont Francis Lan reprit la fabrication à l'identique (y compris avec le nom "technofix" toujours inscrit) et la Renault Floride, initialement au catalogue de la société T.L.J.
L'évolution du marché français du jouet et la concurrence sans cesse croissante ne pouvaient qu'être dommageables à une petite société sans grand moyen et dès le début des années 1980, Joyax commença à décliner. Les derniers articles produits furent la série des 6 petites autos de sport dépourvues de mécanisme, la jeep des pompiers avec sa citerne en remorque et l'autorail mécanique dont la ligne était inspirée des autorails modernes des années 1930 (notamment du fameux autorail Bugatti) et qui avait fait partie des premiers jouets métalliques au catalogue.